# Cappellone Carafa

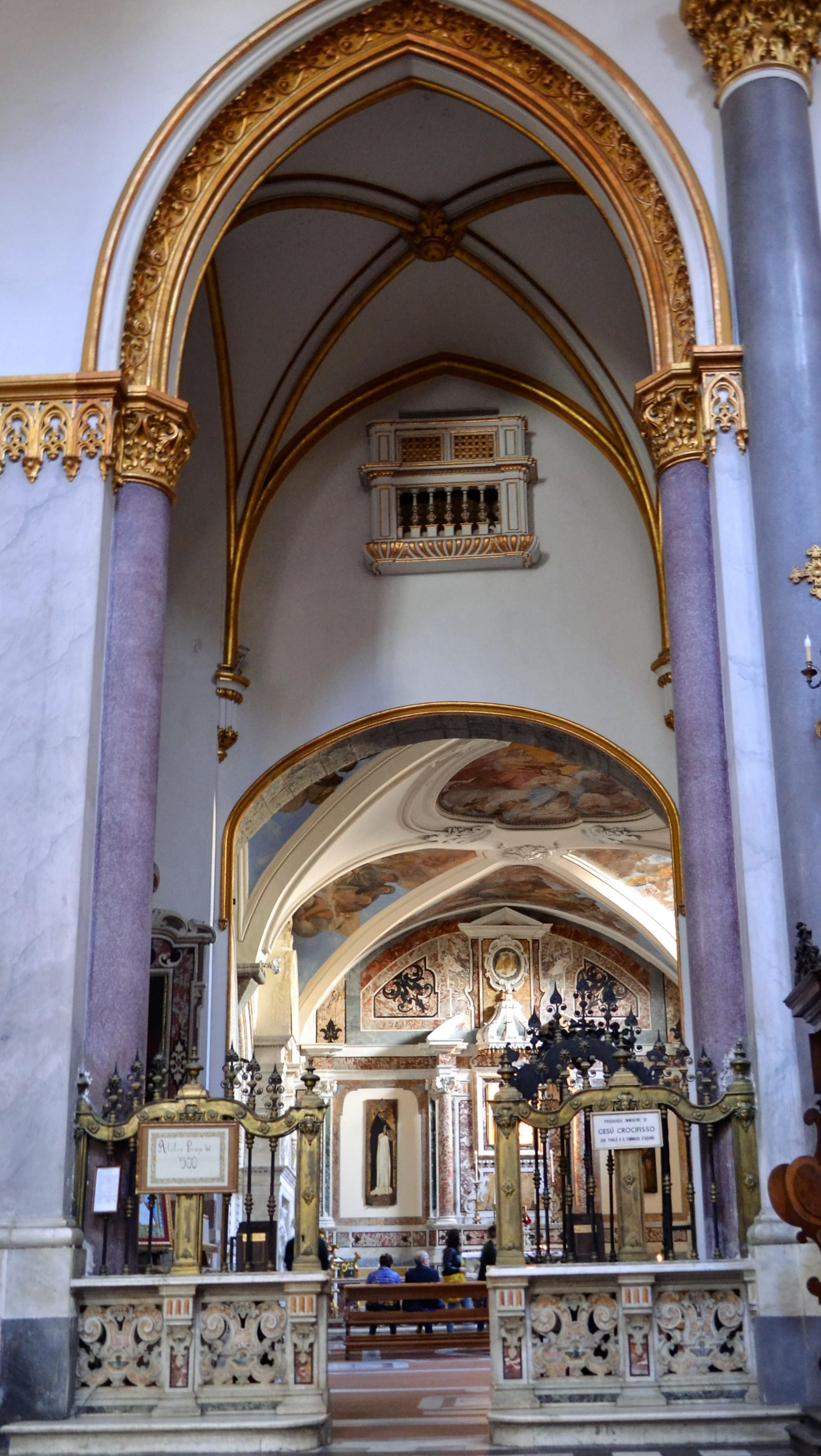
Vista del cappellone dalla navata della chiesa

Il cappellone Carafa (o anche del Crocifisso) è una cappella rinascimentale della chiesa di San Domenico Maggiore di Napoli.
Si tratta di una delle più grandi e importanti del complesso religioso, considerata di fatto pantheon di sepolture della famiglia Carafa per via del cospicuo numero di monumenti funebri dedicati a esponenti del casato napoletano.

## Storia
Lo spazio occupato dalla cappella in origine apparteneva alla cappella di San Nicola della vecchia chiesa trecentesca di San Michele Arcangelo a Morfisa e sin da quel momento ha sempre ospitato la tavola del Crocifisso duecentesco che, secondo la tradizione, è quello che avrebbe parlato al san Tommaso d'Aquino apostrofandolo con le seguenti parole: «Tommaso tu hai scritto bene di me. Che ricompensa vuoi?», alle quali il santo replicò «Nient'altro che te, Signore».
Successivamente ai lavori di edificazione della chiesa domenicana, lo spazio fu destinato a divenire la sesta cappella della navata destra nel nascente edificio di culto, che a quel punto prese il nome dal dipinto che già la caratterizzava.
Nel corso del cinquecento la cappella fu riadattata nelle decorazioni interne secondo i gusti dell'epoca e quindi utilizzata dalla famiglia Carafa per ospitare diversi monumenti funebri dedicati a loro esponenti del casato.

## Descrizione

### Pianta
| A. Vestibolo 1. Affresco col Beato Guido Maramaldo e Carlo Della Gatta, attr. a Antonio Solario e a un ignoto seicentesco 2. Andata al calvario, Pedro Fernández de Murcia (1513) 3. San Benedetto, ignoto autore (XVI secolo) 4. San Carlo Borromeo, ignoto autore (XVI secolo) B. Interno 1. Altare Carafa con la pala della Resurrezione di Wenceslas Cobergher (1588) 2. Sepolcro di Ferdinando Carafa, scuola di Giovanni da Nola (fine XVI secolo) 3. Sepolcro di Mariano d'Alagno e Caterina Orsini, Tommaso Malvito (1506) 4. Sepolcro di Placido di Sangro, Tommaso Malvito (prima metà del XVI secolo); sopra è il sepolcro di Nicola di Sangro 5. Sepolcro di Diomede Carafa, Jacopo della Pila, Tommaso Malvito e Domenico Gagini 6. San Tommaso, ignoto autore (XV secolo) 7. Crocifissione (riproduzione dell'originale duecentesco conservato in convento) 8. San Domenico, ignoto autore (XIII secolo) 9. Sepolcro di Francesco Carafa, Tommaso Malvito 10. Affreschi nella volta con l'Incoronazione della Vergine e santi, Michele Ragolia (XVII secolo) C. Cappella della Natività (o cappella Carafa di Ruvo) 1. Presepe di Pietro Belverte (inizi del Cinquecento) 2. Sepolcro di Ettore Carafa, Tommaso Malvito 3. Sepolcro di Troilo Carafa, Giovan Tommaso Malvito; nella lunetta sopra è l'Adorazione dei Magi di Belisario Corenzio (1591) 4. Affreschi nel Cupolino e profeti nei pennacchi di Pedro Fernandez (1507-1508) D. Cappella di Santa Rosa da Lima (o cappella del Doce) 1. Sepolcro di Giovan Battista del Doce, attr. a Giovan Giacomo da Brescia (inizio XVI secolo) 2. Santa Rosa da Lima morente con la Madonna col Bambino, ignoto settecentesco | Pianta |

### Interno

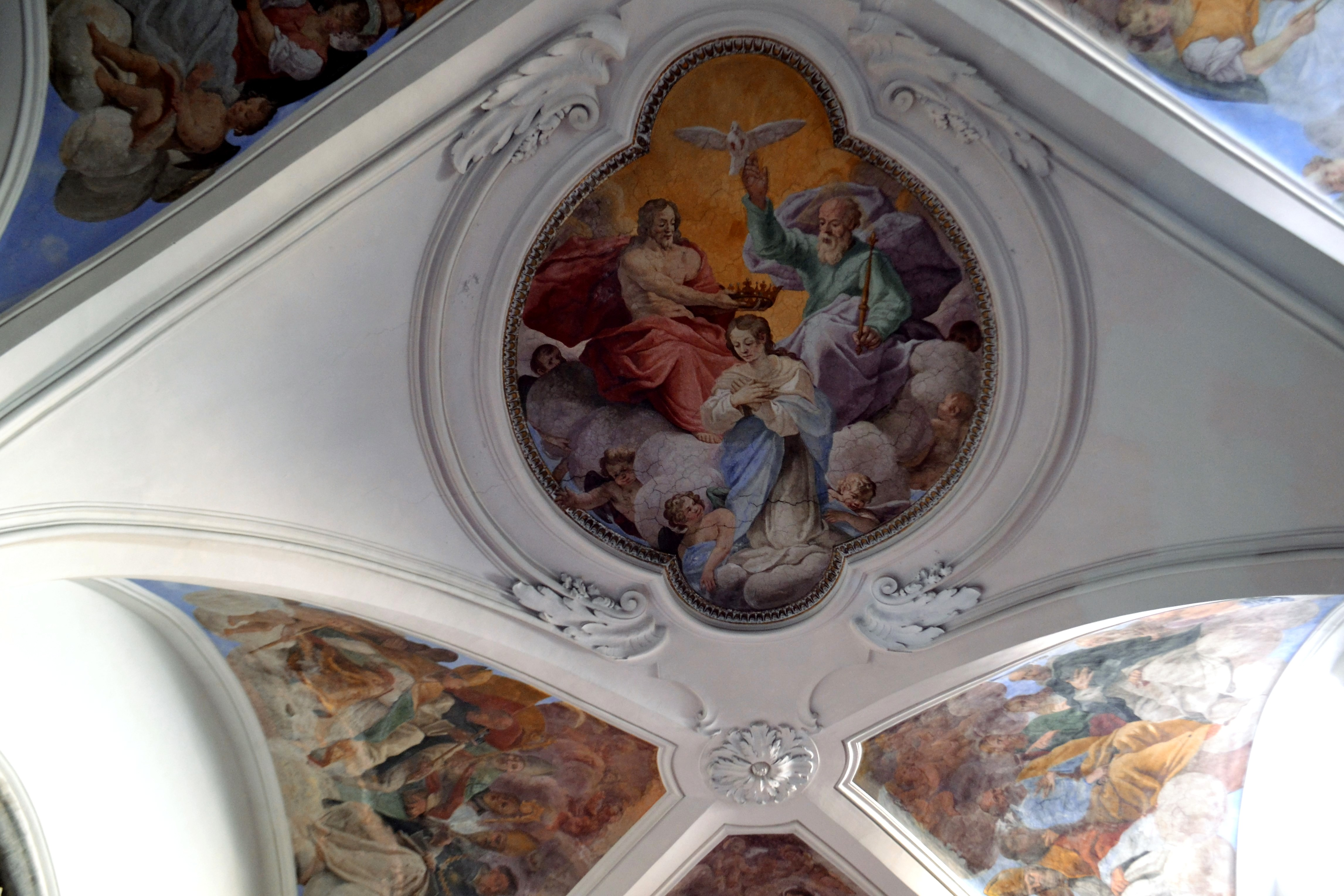
La Trinità che incorona la Vergine di Michele Ragolia (particolare della volta)

Il cappellone è anticipato da un vestibolo (già cappella Maramaldo dapprima, poi Muscettola e poi dal 1563 Villani) caratterizzato nella parete destra da un affresco attribuito ad Antonio Solario ritraente il beato Guido Maramaldo con Carlo Della Gatta, quest'ultimo aggiunto nel corso del seicento da un altro autore, mentre lungo la parete sinistra, entro un altare marmoreo collocato sulla parete frontale di una piccola nicchia, era un tempo la tavola della Madonna col Bambino, conosciuta anche come Madonna della rosa o come Madonna dell'Umiltà con san Domenico, inizialmente attribuita a Simone Martini e successivamente ricondotta ad un autore anonimo conosciuto come Maestro delle tempere francescane; il dipinto, dopo un lavoro di restauro, fu poi ricollocato nel Museo nazionale di Capodimonte venendo così sostituito dalla tavola di Pedro Fernandez (conosciuto anche col soprannome di "Pseudo Bramantino") del 1513 sulla Andata al Calvario che un tempo decorava il lato destro dell'altare maggiore del cappellone. Sulle due pareti laterali della nicchia sono invece dipinte ritratte due figure di santi databili al Cinquecento: a sinistra è il San Benedetto, a destra il San Carlo Borromeo.
Il cappellone del crocifisso vero e proprio inizia invece dopo l'arco in piperno duecentesco che delimita la chiesa di San Domenico e quella vecchia di San Michele Arcangelo, dalla quale proviene. Sulla volta sono gli affreschi seicenteschi di Michele Ragolia, che lavorò anche all'adiacente convento, il quale eseguì al centro la scena della Trinità che incorona la Vergine e negli altri scomparti le figure di santi.

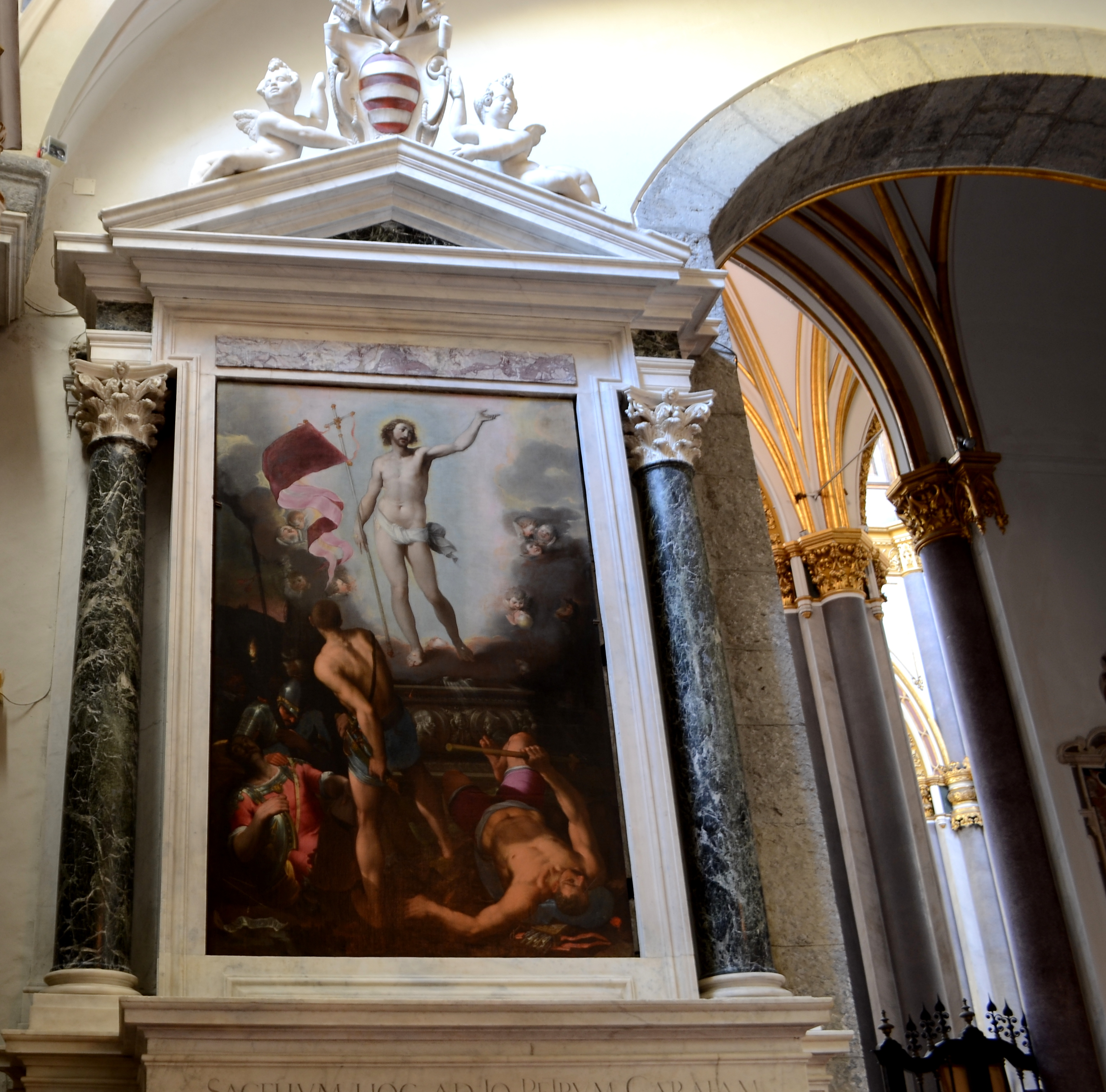
Altare Carafa con la Resurrezione di Wenzel Cobergher (1588)

Sulla parete di destra dell'ambiente sono disposti cinque monumenti sepolcrali in successione tra loro che seguono l'altare nella controfacciata. Quest'ultimo fu in origine di proprietà dei Carafa di Montorio per poi essere ereditato da Gian Pietro Carafa, che diverrà nel 1555 papa col nome di Paolo IV, fino ad essere acquistato da Francesco Carafa, figlio di Diomede, grazie al quale verrà prima commissionata la pala d'altare che lo decora e poi apposta nel 1594 la targa commemorativa sul basamento che rimembra i legami della cappella con quelli della famiglia, in particolare con lo zio Gian Pietro, artefice dei primi lavori di abbellimento che interessarono il monumento. La pala d'altare è datata 1588 ed è la Resurrezione (233×150 cm) del fiammingo Wenzel Cobergher, con la quale il pittore fa un vero e proprio atto celebrativo dei traguardi clericali raggiunti dal ramo dei Carafa. Sul sarcofago su cui si innalza la figura del Cristo risorto sono infatti in due medaglioni fintamente scolpiti i volti di papa Paolo IV e di suo nipote e arcivescovo Alfonso Carafa. Il dipinto è stilisticamente uno dei più riusciti del pittore, accostando alla figura morbida del Cristo, illuminato da una luce intensa nella parte superiore al centro del dipinto, le figure più incise di altri uomini e soldati, disposti in una scena più concitata nella parte inferiore. Nel corso degli anni 90 del Novecento il dipinto fu oggetto di interventi di restauro grazie ai quali emersero la data e la firma autografa dell'opera al di sotto del cartiglio; da questi elementi si evince che il dipinto è di fatto uno dei primi lavori del pittore fiammingo.

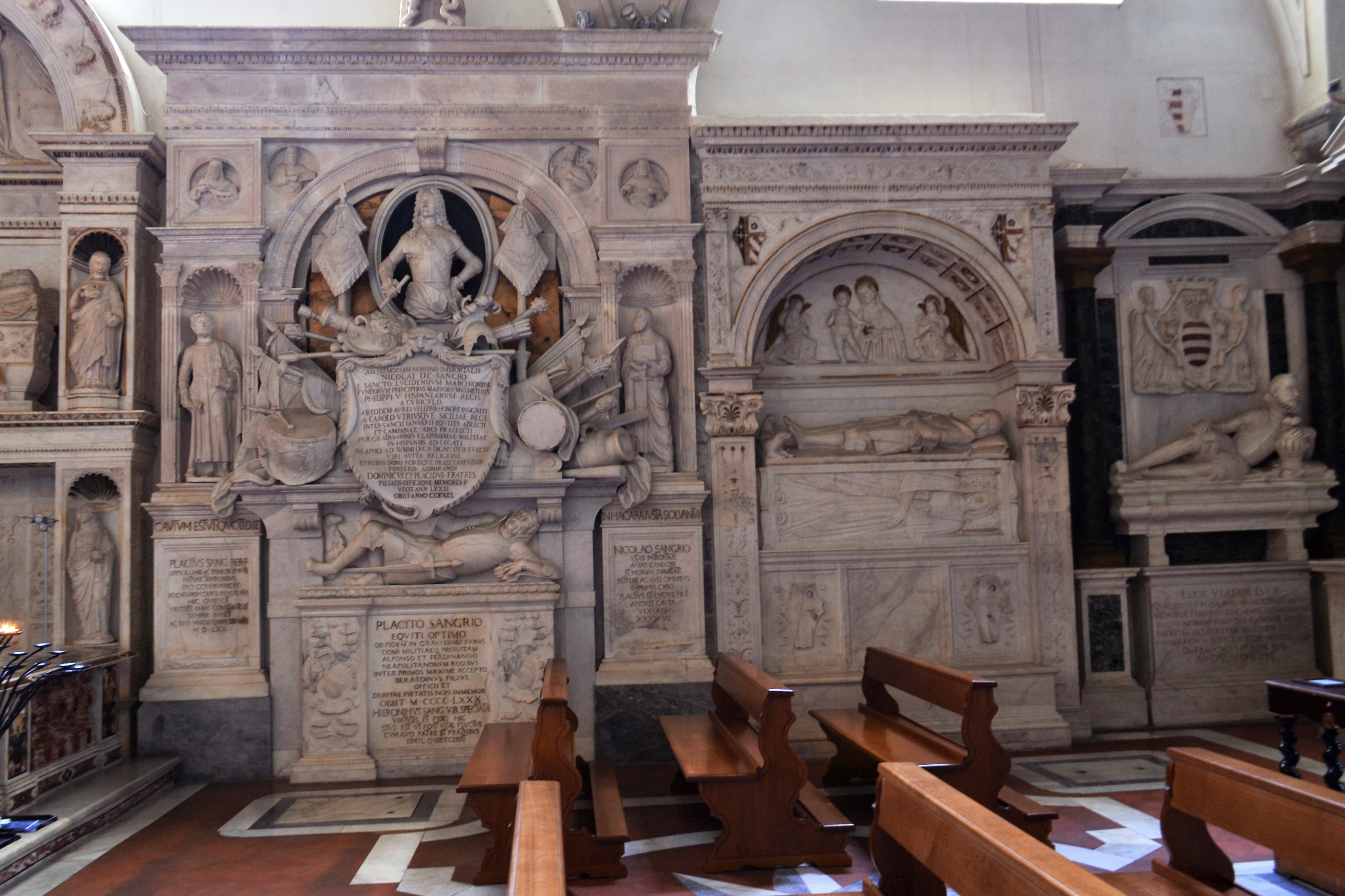
Vista sui primi tre monumenti funebri della parete destra

Il primo monumento funebre lungo la parete, a partire da destra, è il sepolcro attribuito alla scuola di Giovanni da Nola di Ferdinando II Carafa, IV duca di Nocera, morto nel 1593. Segue il sepolcro dei coniugi Mariano d'Alagno e Caterina Orsini, opera di Tommaso Malvito del 1506, lui morto nel 1477 e fratello dell'amante di Alfonso d'Aragona, Lucrezia d'Alagno. Ancora dopo è il sepolcro di Placido di Sangro, opera della prima metà del Cinquecento, sopra il quale è il postumo sepolcro di Nicola di Sangro, morto nel 1750 e personalità molto vicina a Carlo di Borbone. Infine l'ultimo monumento in prossimità dell'altare marmoreo della parete frontale è il sepolcro di Diomede Carafa, conte di Maddaloni e segretario di Ferrante d'Aragona morto nel 1487; la realizzazione dell'opera si deve a Jacopo della Pila, che eseguì la Prudenza e la statua del defunto, a Tommaso Malvito, che eseguì la Giustizia, e a Domenico Gagini, che eseguì la Temperanza e la scena dell'Annunciazione nella lunetta.

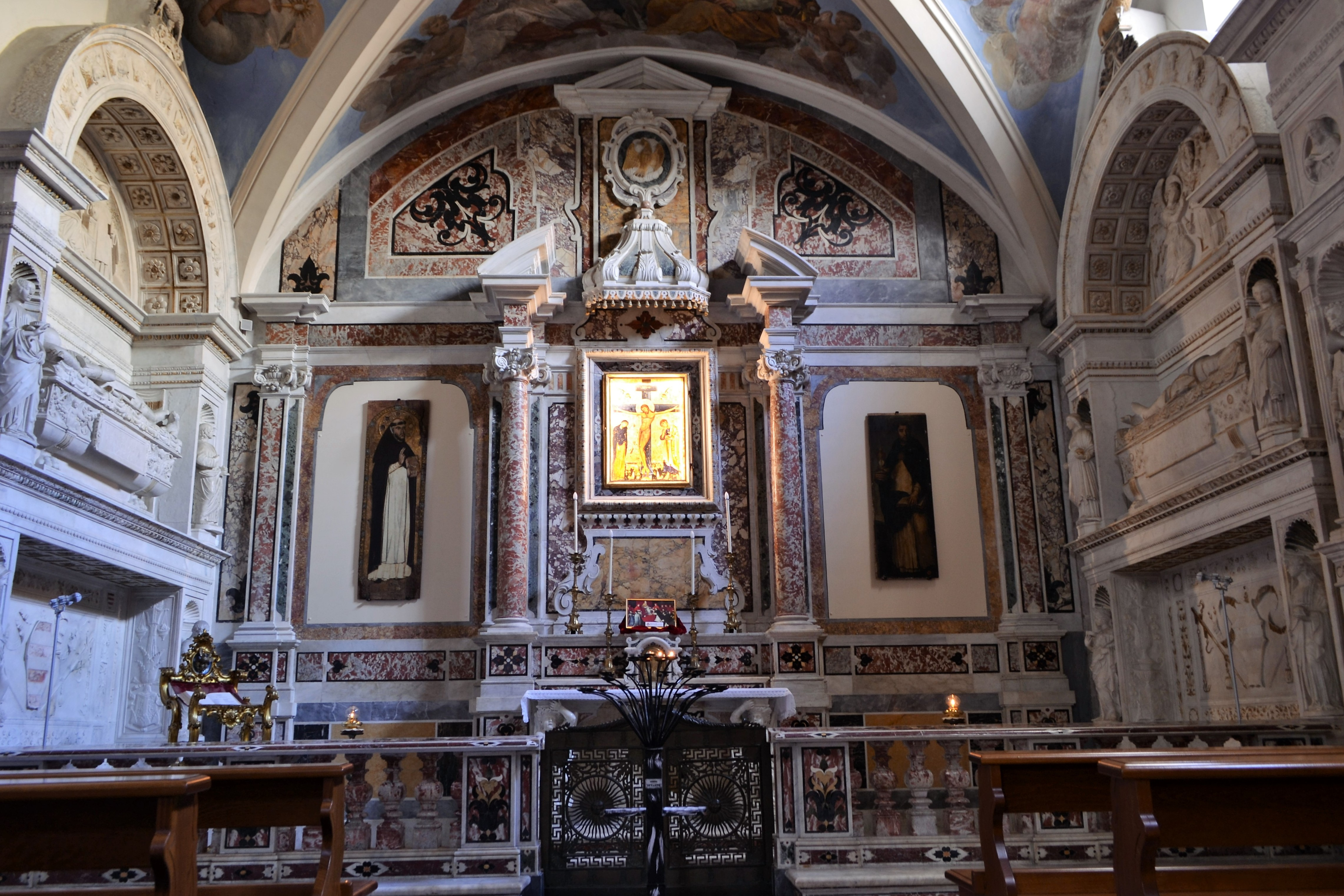
Parete frontale del cappellone

Il paramento in marmi commessi che decora la parete frontale del cappellone, datato 1753, vede sopra l'altare maggiore una riproduzione fotografica della tavola del Crocefisso della metà del secolo XIII (ora esposto nella cella di san Tommaso d'Aquino al primo piano del convento). Sempre incastonata nella decorazione marmorea, a sinistra della centrale riproduzione del crocifisso, era invece esposta la Deposizione di Colantonio, poi spostata al Museo nazionale di Capodimonte e sostituita da una tavola duecentesca con San Domenico, ritenuta essere la riproduzione esatta dell'immagine del santo in quanto portata nel convento domenicano di Napoli da Tommaso Agni da Lentini, fondatore del complesso nel 1231, quindi dieci anni dopo la morte di san Domenico. La tavola a destra era invece l'Andata al Calvario di Pedro Fernandez del 1513 circa, spostata sull'altare nella nicchia di sinistra del vestibolo del cappellone e sostituita anch'essa da un'altra tavola quattrocentesca col San Tommaso.
Completa il ciclo decorativo della parete frontale, collocato sulla parete di sinistra immediatamente di fianco al grande altare marmoreo, il sepolcro di Francesco Carafa, fratello di Diomede morto nel 1496 e padre del cardinale Oliviero Carafa, quest'ultimo committente del monumento, anch'esso opera di Tommaso Malvito.

### Cappelle laterali
Sul lato sinistro del cappellone si aprono due cappelle: la cappella di Santa Rosa da Lima (o cappella del Doce) e la cappella della Natività (o cappella Carafa di Ruvo).

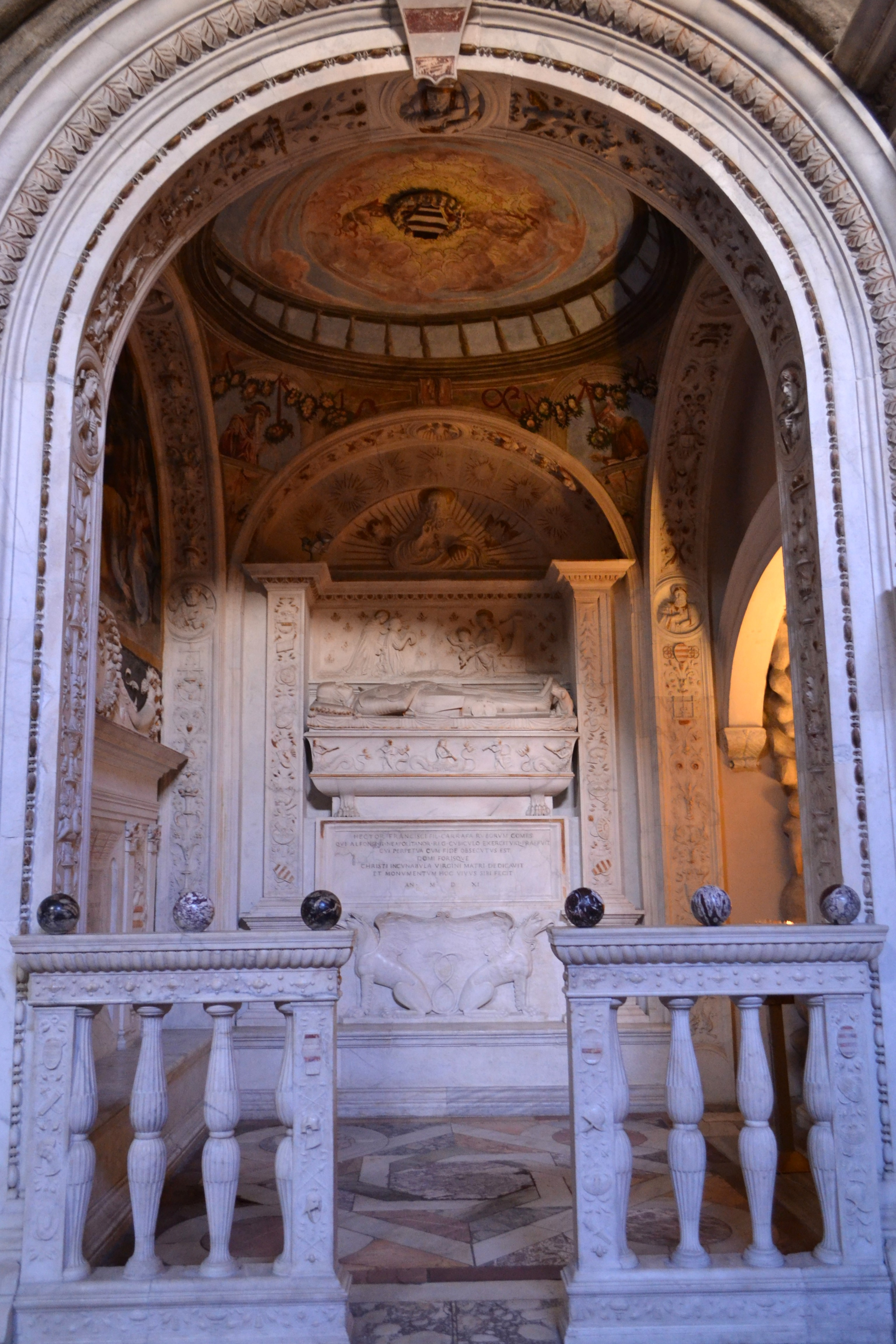
Cappella della Natività

La prima è di epoca rinascimentale e di proprietà della famiglia del Doce, imparentata comunque con i Carafa, come testimonia anche lo stemma nobiliare sull'arco della cappella, per metà dei del Doce e per metà dei Carafa. L'interno della cappella vede una decorazione scultorea tutta riconducibile a Giovan Giacomo da Brescia, Girolamo Santacroce e Antonino de Marco. Incastonato nella parete destra è il rinascimentale sepolcro di Giovan Battista del Doce in un primo momento attribuito a Giovanni Tommaso Malvito e Giovanni da Nola, poi successivamente a Giovan Giacomo da Brescia, che fu attivo in cappella nella prima metà del Cinquecento. Sulla parete sinistra era un tempo collocato il monumento funebre a Rainaldo del Doce (padre di Giovan Battista e prefetto del presidio militare sotto il regno di Alfonso I d'Aragona) poi spostato nel transetto sinistro della chiesa di San Domenico; entrambe le commissioni dei sepolcri spettano a Antonina Tomacelli, moglie di Giovan Battista. Sull'altare marmoreo della parete frontale, invece, un tempo era collocata la Madonna del Pesce di Raffaello, poi confluita al museo del Prado di Madrid e sostituita nel settecento con una tela sulla santa morente con la Madonna col Bambino.
La seconda cappella è decorata in marmo ancora dal Malvito, che eseguì anche la raffinata balaustra marmorea di gusto rinascimentale, e presenta affreschi nella cupola con affreschi di putti reggenti lo stemma dei Carafa mentre nei pennacchi sono raffiguranti i Profetti, opera di Pedro Fernandez databile 1507-1508, un ciclo raffigurante l'Adorazione dei Magi eseguito da Belisario Corenzio nel 1591 sulla lunetta della parete sinistra, e due sepolcri attribuiti ancora a Tommaso Malvito, uno è quello di Ettore Carafa realizzato nel 1511, fratello del cardinale Oliviero e dell'arcivescovo Alessandro nonché figlio di Francesco e anche lui molto vicino ad Alfonso I, l'altro è quello del figlio canonico Troilo Carafa, alla cui realizzazione di quest'ultimo monumento partecipò anche Giovan Tommaso Malvito. Il nome della cappella deriva dal presepe con statue del primo decennio del Cinquecento eseguite dallo scultore bergamasco Pietro Belverte e collocato in una nicchia a destra. Il gruppo fu commissionato da Ettore Carafa che per il quale, secondo alcune fonti, fece pervenire le pietre utilizzate per la sua realizzazione addirittura da Betlemme. La scena in origine si componeva di ventotto pezzi; molti di questi tuttavia furono poi trafugati nel corso del tempo: sono originali invece la Madonna, il San Giuseppe, il bue, l'asino e due angeli.